# Комашувка (гміна Августів)
Комашувка (пол. Komaszówka) — село в Польщі, у гміні Августів Августівського повіту Підляського воєводства.
Населення — 82 особи (2011).
У 1975-1998 роках село належало до Сувальського воєводства.

## Демографія
Демографічна структура станом на 31 березня 2011 року:
|          | Загалом | Допрацездатний вік | Працездатний вік | Постпрацездатний вік |
| -------- | ------- | ------------------ | ---------------- | -------------------- |
| Чоловіки | 45      | 13                 | 24               | 8                    |
| Жінки    | 37      | 6                  | 24               | 7                    |
| Разом    | 82      | 19                 | 48               | 15                   |